# 格林菲爾德 (印地安納州)
格林菲爾德（英語：Greenfield）是一個位於美國印地安納州汉考克縣的城市。根據2010年美國人口普查，該地人口為20602人，而該地的面積約為85.46平方千米。同時該地也是汉考克縣的縣治。

## 地理
格林菲爾德的座標為39°47′29″N 85°46′17″W / 39.79139°N 85.77139°W，而該地的平均海拔高度為235米（即772英尺）。